# Лука Йович
Лука Йович (на сръбски: Лука Јовић) е сръбски футболист играещ като нападател за гръцкия АЕК Атина и за сръбския национален отбор.

## Клубна кариера

### Реал Мадрид
На 4 юни 2019 г. официалният сайт на Реал Мадрид съобщава, че футболиста преминава в испанския отбор за срок от 6 години до 30 юни 2025 година. Според повечето източниците сумата по сделката възлиза на 60 млн. евро. На 12 юни подписва официално своя договор с Реал Мадрид и бе представен пред феновете на стадиона.